# World Taekwondo Europe

Logo der ehemaligen European Taekwondo Union (bis 2017)

World Taekwondo Europe (WTE) (ehemals European Taekwondo Union, ETU) ist der Kontinentalverband für olympisches Taekwondo in Europa. Gegründet wurde sie am 2. Mai 1976. Gründungsmitglieder waren die in der WT organisierten nationalen Taekwondo-Sportverbände von Spanien, Belgien, Österreich, Portugal, Deutschland, Italien, Frankreich, Niederlande, Türkei, Griechenland, Dänemark und England. Präsident des Verbandes ist seit 1999 Athanasios Pragalos aus Griechenland. Generalsekretär ist Antonio Barbarino aus Deutschland. Treasurer ist Norbert Welu aus Luxemburg
Die erste Europameisterschaft wurde am 22. und 23. Mai 1976 in Barcelona ausgetragen.
Der Aufgabenbereich der WTE umfasst den gesamten Taekwondo-Sportbetrieb in Europa. Sie ist dabei in weiten Bereichen für die Umsetzung der Vorgaben der WT zuständig und unterstützt zudem wissenschaftliche Projekte.